# 食童喷泉

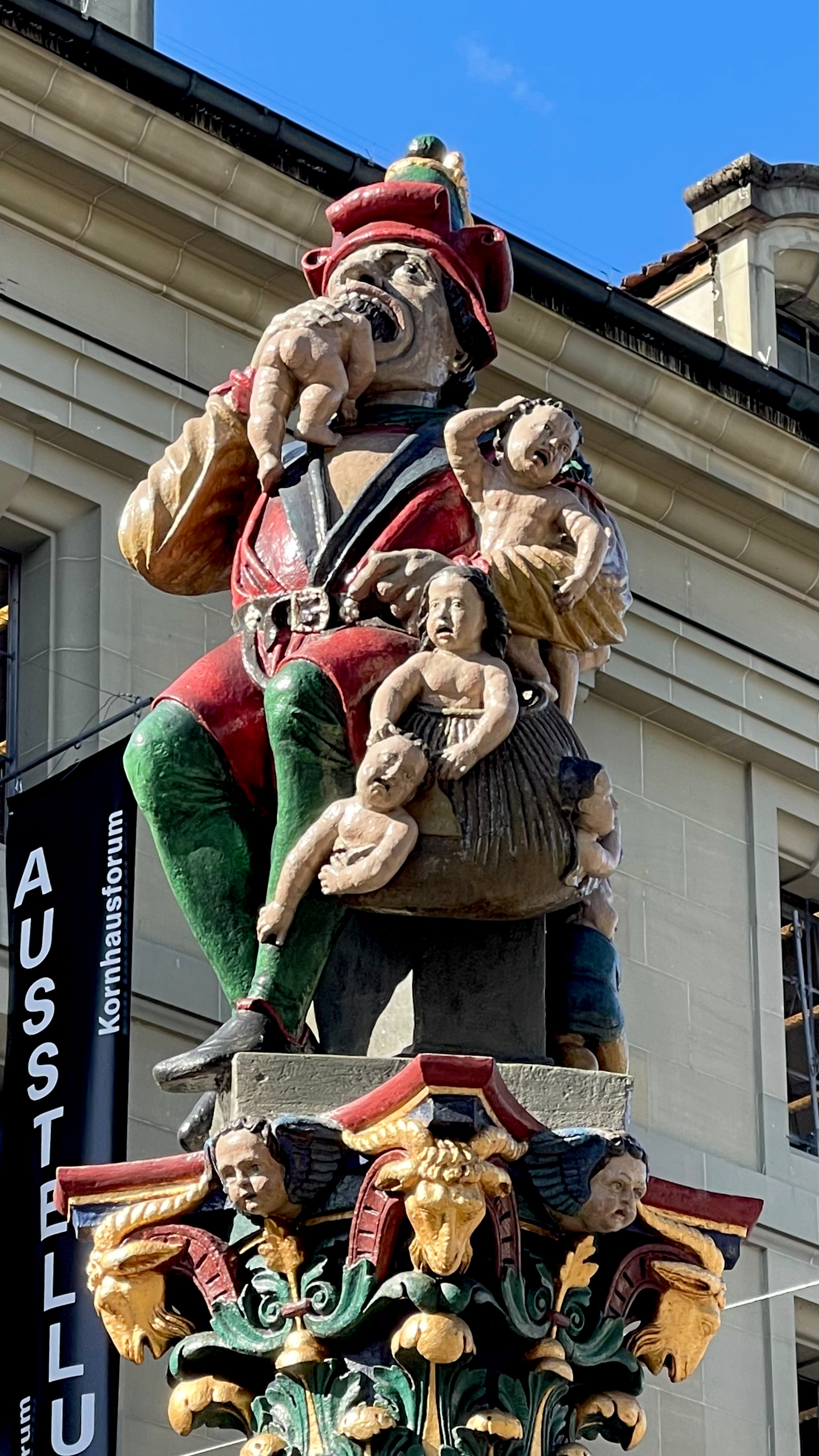
食童喷泉

食童喷泉（德語：Kindlifresserbrunnen）是瑞士伯尔尼老城粮仓广场（德語：Kornhausplatz）的一处16世纪喷泉。
食童喷泉由Hans Gieng立于1545年至1546年，以取代15世纪木制喷泉。新喷泉原名广场喷泉（Platzbrunnen）；当前的名称是在1666年首次使用。 
喷泉雕塑表现一个坐着的食人魔正在吞食一个裸体的孩子。在他身边放置一个袋子，里面有更多的孩子。由于食人魔所戴的帽子类似一顶犹太帽子，因此被推测 这个雕像具有反犹太人的含义。另外的说法说它是希腊神话中的克洛诺斯。不过，也许这只是一个嘉年华性质，意在吓唬不听话的孩子。.